# Trapezitins
Els trapezitins (Trapezitinae) són una subfamília de lepidòpters ditrisis de la família dels hespèrids (Hesperiidae) estretament emparentada amb Hesperiinae, de la qual es diferencia per tenir les venes discocel·lulars de l'ala posterior dirigides cap a l'àpex de l'ala (són verticals o apunten cap a la base de l'ala en les Hesperiinae). Les erugues, com passa en els Hesperiinae, s'alimenten de monocotiledònies. Inclou 16 gèneres i 60 espècies d'Austràlia, Nova Guinea i illes properes.

## Gèneres
- Anisynta
- Anisyntoides
- Antipodia
- Croitana
- Dispar
- Felicena
- Hesperilla
- Hewitsonella
- Mesodina
- Motasingha
- Neohesperilla
- Oreisplanus
- Pasma
- Proeidosa
- Rachelia
- Signeta
- Toxidia
- Trapezites